# Мейдан
Мейда́н (крим. Meydan radiosı — Радіо Майдан) — кримська радіостанція. Розпочала роботу 5 лютого 2005 року. Трансляція мовить трьома мовами: кримськотатарською, українською та російською. Причому частина кримськотатарської музики становила понад 30 %. Ефір триває цілодобово. Із 5 лютого 2007 року радіо з'явилося в інтернеті. 31 березня 2015 року радіостанція припинила мовлення у Сімферополі, оскільки разом із іншими кримськотатарськими ЗМІ не змогла перереєструватися в окупованому Росією Криму за російським законодавством.
Однак згодом, після евакуації колективу радіостанції на материкову частину України, станція відновила роботу спочатку он-лайн, а вже з середини літа 2016 р. і в радіоефірі на частоті 90,8 МГц. На початку лютого 2017 р. тестове мовлення радіостанції розпочато на частоті 101,4 МГц з нової 150-метрової вежі, збудованої у Чонгарі протягом грудня 2016 — січня 2017 р.р.

## Ефірне мовлення
- 222,064 (11D) — Київ
- 90,8 МГц — Генічеськ, Херсонська область
- 101,4 МГц — Чонгар, Херсонська область
- 102,7 МГц — Сімферополь, Автономна Республіка Крим (мовлення тимчасово припинено).

## Супутникове мовлення
- Супутник Astra 4A,
- Частота — 12284,
- Символьна швидкість — 27500,
- Поляризація — вертикальна,
- FEC — 3/4.